# Eurycletodes pori
Eurycletodes pori är en kräftdjursart. Eurycletodes pori ingår i släktet Eurycletodes och familjen Argestidae. Inga underarter finns listade i Catalogue of Life.